# 導火線発破技士
導火線発破技士（どうかせんはっぱぎし）とは、労働安全衛生法による導火線発破技士試験に合格し、その免許を有する者をいう。
この免許は、法令改正により1971年（昭和46年）4月1日以降電気発破も含めた「発破技士」に制度が変更されており、その前日限りで新規交付は終了している。ただし、発破技士免許への自動移行（格上げ）措置はなされなかったため、現在も免許の区分としては存続しており、所有者が免許証を紛失・滅失等した場合は、別途現行の発破技士免許を取得していない限りそのまま導火線発破技士免許として再交付される 。

## 概要
- 採石現場や建設現場などで発破を行う際、導火線を用いての発破などを行う。

## 試験
- 現在は新規取得できない免許であり、導火線発破を含む発破作業を行うには発破技士免許試験に合格する必要がある。
- 導火線発破技士免許の所持者は、発破技士免許試験の3科目のうち「火薬類の取扱い」と「火薬類の知識」が免除される。

### 試験科目
- 試験は学科のみで実技はない

1. 火薬類の知識
2. 火薬類の取扱い
3. 導火線発破の方法

## 参考資料
- 労働省安全衛生部安全課編『新・発破技士テキスト』（中央労働災害防止協会、平成11年第2版）